# 杰拉尔德·加布里埃尔斯
杰拉尔德·加布里埃尔斯（英語：Gerald Gabrielse）是一位美国物理学家。

## 生平
在加尔文学院获学士学位，1975年在芝加哥大学获硕士学位，1980年获博士学位。1978年去华盛顿大学做博士后研究，1985年成为该校教员。1987年成为哈佛大学教授，2000年成为物理系主任。他带领TRAP团队成功以离子阱捕捉了反质子。
2002年，他被授予戴维森杰默奖，2011年获朱利叶斯·埃德加·利林菲尔德奖。他在2007年成为美国国家科学院院士。2005年，他获得了洪堡研究奖。他还是美国物理学会会员。